# Yakovlev Yak-55

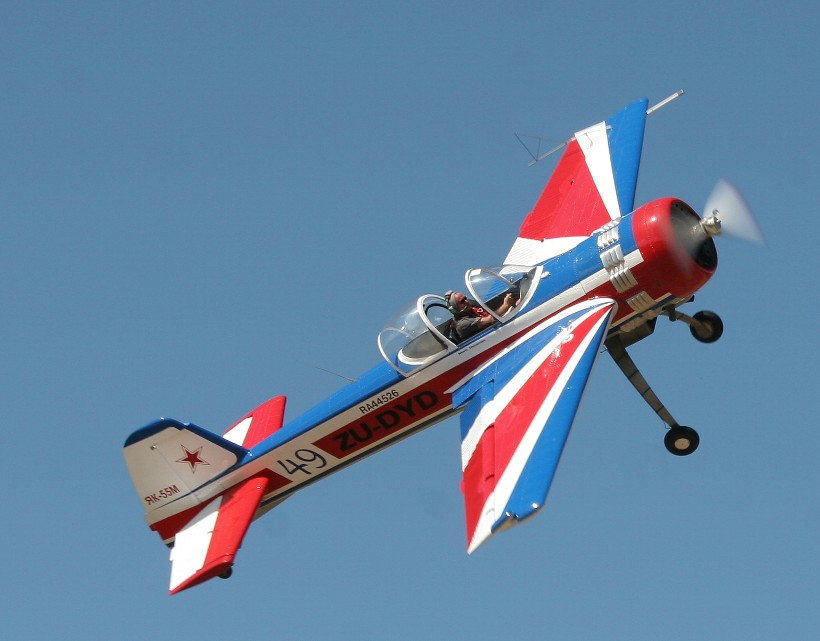
Yak-55

Le Yak-55 est un avion de voltige de compétition d'origine soviétique fabriqué au cours des années 1980. Il permit à l'équipe de voltige de Russie de devenir championne du monde.

## Développement
L'équipe soviétique au Championnat du monde de voltige 1976, termina première et deuxième dans la compétition individuelle et remporta également les compétitions par équipe et féminine avec leur Yakovlev Yak-50. Bien que dominant le championnat, elle fut impressionnée par la performance des avions étrangers lors de la compétition, ceux ci pouvaient effectuer les manœuvres demandées dans un espace moindre que le Yak-50. Une équipe du bureau d'études de Yakovlev, dirigée par Sergei Yakovlev, et avec V.P. Kondratiev et D.K. Drach en tant qu'ingénieurs en chef, entrepris donc de concevoir en partant d'une feuille blanche un tout nouvel avion de voltige, pouvant concurrencer les performances des avions occidentaux,.
Le résultat, fut un monoplan cantilever monomoteur entièrement métallique. L'aile de l'avion est montée à mi-hauteur du fuselage et est de section épaisse et symétrique pour faciliter le vol inversé. Le pilote est assis dans un cockpit fermé par une verrière coulissante en forme de goutte d'eau, le siège étant sous le niveau de l'aile. Le groupe motopropulseur est la même configuration  que celle du Yak-50, avec un moteur en étoile Vedeneyev M14P de 360 chevaux (270 kW) entraînant une hélice à bipale V-530TA-D350. De plus le Yak-55 était équipé d'un train fixe en titane,.
Le prototype du Yak-55 vola pour la première fois en mai 1981 et fut dévoilé au spectacle aérien de Moscou Tushino en août 1982, mais aussi présenté sans participation au Championnat du monde de voltige 1982. Mais à ce moment-là, le style de voltige avait changé, avec des acrobaties à haute énergie qui remis à la mode le Yak-50, ce qui conduisit au rejet du Yak-55 par l'équipe soviétique. Le Yak-55 fut donc redessiné avec de nouvelles ailes à envergure plus courte, surface réduite et section de voilure plus mince mais toujours symétrique, donnant un taux de roulis et une vitesse accrue,. La production en série commença finalement en 1985 à Arsenyev, avec 108 avions produits jusqu'en 1991. 
À la fin des années 1980, les études commencèrent pour développer une version modifiée  du Yak-55, le Yak-55M, pour répondre aux demandes du DOSAAF pour un avion avec un taux de roulis encore plus élevé et pour concurrencer les nouveaux avions du bureau d'études Soukhoi. Le Yak-55M avait une aile encore plus petite, améliorant le taux de roulis. Il vola pour la première fois en mai 1989 et entra en production en 1990. 106 Yak-55M furent construits jusqu'à 1993.

## Utilisation opérationnelle
L'équipe de voltige soviétique utilisa l'avion pour la première fois en 1984 lorsqu'elle remporta le championnat du monde de voltige. Cette même année, l'équipe de voltige soviétique féminine prit la première place aux commandes du Yak-55, Kh. Makagonova remportant l'or individuel.
L'avion est relativement exempt de Bulletins de service et de consignes de navigabilité. Il s'est aussi avéré extrêmement efficace en compétition à tous les niveaux. Les capacités évidentes de l'avion, ses succès en compétition, ainsi que le nombre relativement important d'avions construits (environ 250) fait que les propriétaires apportent relativement peu de modifications.

## Déclinaisons
Yak-55
Prototype et version initiale de production, ailes longues.
Yak-55
Version révisée équipée d'ailes plus petites pour augmenter le taux de roulis.
Yak-55M
Version encore améliorée équipée d'ailes plus petites.
Technoavia SP-55M
Le SP-55M est un développement duYak-55M par V. P. Kondratiev, un des concepteurs du Yak-55, équipée d'un empennage vertical modifié, de gouvernes en matériaux composites, et un fuselage arrière plus long.
Yak-56
Le Yak-56 était un avion d'entrainement biplace basé sur le Yak-55M, mais avec une aile basse et un train d'atterrissage rétractable. Il devait être propulsé par un moteur 8 cylindres en X VOKBM M-16 de 300ch, couplé à une hélice tripale AV-16. Le prototype devait voler en 1992, mais des problèmes dans la production du moteur menèrent Yakovlev à le remplacer par le Yak-54.
Yak-110
Le "Yak-110" est l'appellation non officielle d'un hybride entre deux Yak-55, équipé d'un turboréacteur General Electric J85 en plus des deux moteurs à hélice Vedeneyev M14P.  En 2013 le pilote Jeff Boerboon et le méchanicien Dell Coller trouvèrent cette idée de Yak-110. L'avion est piloté depuis le Yak-55 gauche. L'avion participa à son premier spectacle aérien au Gunfighter Skies en 2018 sur la base aérienne de Mountain Home dans l'Idaho.